# Paulista (Barra de São Francisco)
Paulista é um distrito do município de Barra de São Francisco, no Espírito Santo.

## História
O distrito foi criado pela Lei Estadual n.º 265 de 22/10/1949.

## Geografia

### Localização
O distrito está situado na região norte do município.

### População
Pelo Censo 2010 (IBGE) a população total do distrito era de 5 619 habitantes, e a população urbana era de 1 652 habitantes.

## Atividades econômicas
O local é conhecido por sua riqueza natural no setor de produção de granito, com várias pedreiras.